# Upor Żeligowskega
Upor Żeligowskega (poljsko bunt Żeligowskiego, tudi żeligiada, litovsko Želigovskio maištas) je bila poljska vojna operacija pod lažno zastavo, ki jo je oktobra 1920 vodil poljski general Lucjan Żeligowski in je imela za posledico ustanovitev Republike Srednje Litve. Akcijo je v tajnosti ukazal poljski državni načelnik Józef Piłsudski, vendar se je resnica razkrila šele čez nekaj let. 
Druga poljska republika je 4. marca 1922 uradno priključila Vilno in Vilensko regijo, kar je 15. marca 1923 priznala veleposlaniška konferenca kot ozemlje Poljske. Priključitve nista priznali Litva, ki je priključeno ozemlje štela za svoje, in Sovjetska zveza. Mednarodno sodišče v Haagu je leta 1931 razsodilo, da je Poljska z zasedbo Vilne prekršila mednarodno pravo.

## Ozadje
Poleti 1920 se je poljsko-sovjetska vojna končala s porazom sovjetske Rdeče armade v bitki za Varšavo in njenim popolnim umikom. V poljsko-litovski vojni je postala sporna Vilenska regija z litovsko prestolnico Vilno, ki jo je leta 1323 ustanovil litovski veliki vojvoda Gediminas in je od takrat glavno mesto Litve. Vilno so med svojo ofenzivo proti zahodu poleti 1920 zasedli Sovjeti. Sovjeti so jo potem, ko so dobili dovoljenje, da se lahko njihove  vojaške enote nemoteno premikajo po litovskem ozemlju, vrnili Litovcem. Sporazum z Litvo je Sovjetom omogočil obdržati taktični nadzor nad regijo, kar je še povečalo napetosti med Poljaki in Litovci, ki so sporno ozemlje razglasili za svoje.
Poljaki so svojo zahtevo oprli na takrat veljavne etnografske vidike, saj je takrat približno 65 % prebivalcev mesta govorilo poljsko, medtem ko so Litovci predstavljali približno 1–2 % mestnega prebivalstva. Litva je izpostavila Vilno kot svojo zgodovinsko prestolnico in zanikala poljske trditve, da so litovske zahteve neutemeljene. Poljaki niso želeli nadaljevati vojne, saj je bila poljska vojska utrujena, poljski državni načelnik Józef Piłsudski pa je temu navkljub še vedno upal, da bo ustvaril federacijo držav med Baltskim in Sredozemskim morjem, ki bi vključevala tudi Poljski prijazno Litvo. Litvo je videl vsaj kot del poljske vplivne sfere. Z litovskega vidika je bilo to zelo malo verjetno, saj so mnogi Litovci videli poljski vpliv kot škodljiv in so se ga želeli znebiti že od poroke velikega kneza Jogaile s takrat 11-letno poljsko kraljico Jadwigo leta 1386. Zlasti litovski nacionalisti so nasprotovali kakršni koli nadaljnji povezavi s Poljsko, še bolj po poljski okupaciji Vilne. 
Pogajanja o prihodnosti spornega območja, ki so potekala pod okriljem veleposlaniške konference v Bruslju in Parizu, so zašla v slepo ulico in Piłsudski se je bal, da bo Antanta sprejela izpolnjeno dejstvo, ki je nastalo s prenosom sovjetske oblasti na spornem ozemlju na Litvo. 
10. julija 1920, pred bitko za Varšavo, ki se je začela 12. avgusta, je poljski premier Władysław Grabski na konferenci v Spaju podpisal sporazum, po katerem naj bi Poljska prejela zavezniško pomoč v zameno za predajo Vilne Litovcem in umik poljske vojske na demarkacijsko Curzonovo linijo 8. decembra 1919. Poljaki in Litovci so pod pritiskom Antante v začetku oktobra 1920 podpisali Suvalški sporazum, s katerim poljska stran ni bila zadovoljna, ker je Vilna ostala pod oblastjo Litve. Poljska in Litva bi morali 10. oktobra izpolniti  dogovorjeno prekinitev ognja v Suvalški regiji, vendar so se Poljaki odločili, da prekinitev ognja zaobidejo tako, da ustvarijo svojo "fait accompli". Piłsudski je sklenil, da bi bilo najbolje podpreti Poljski naklonjeno frakcijo v Litvi, vendar tega ni mogoče neposredno povezati z njim. Njegove načrte za državni udar leta 1919 je prekrižala prezgodnja in nenačrtovana vstaja v Sejniju, ki je privedla do uničenja obveščevalne mreže poljske vojske v Litvi, ki sta jo opravila litovska vojska in oddelek za državno varnost.

## Dogajanja do 8. oktobra 1920
Oktobra 1920 je poljski general Lucjan Żeligowski, rojen v zgodovinskih deželah Litve, dobil poveljstvo 1. litovsko-beloruske divizije, ki so jo sestavljali večinoma vojaki in Kresov. Piłsudski je z Żeligowskim navezal stike že konec septembra 1920 s predlogi za izvedbo "upora". Pripravila sta načrt, po katerem naj bi se Żeligowski in sile pod njegovim poveljstvom pretvarjali, da bodo dezertirali iz poljske vojske in nato prevzeli oblast nad Vilno in Vilensko regijo. Poljska vlada bi uradno zanikala svojo vpletenost v dogajanja in s tem ohranila svoj ugled na mednarodnem prizorišču.
Żeligowski je bil tako kot sam Piłsudski  eden izmed mnogih, ki so bili razpeti med litovsko in poljsko identiteto in so z razglasitvijo Srednje Litve verjetno iskreno verjeli, da ustvarjajo Litvo, čeprav je v njej prevladovala poljska in ne litovska kultura.
V začetku oktobra so potekale intenzivne priprave na to tajno operacijo. 1. oktobra je na seji Poljskega sveta za narodno obrambo general Józef Haller dejal: 
"Potrebno je ne samo zasesti Vilno, ampak morda tudi groziti Kaunasu in zamenjati vlado Litve".
6. oktobra 1920 je Żeligowski obvestil svoje častnike o načrtih za upor. Takrat nihče pod njegovim poveljstvom ni vedel, da deluje s podporo Piłsudskega, zato mu nekateri niso hoteli slediti. Podpora Żeligowskemu je nihala do te mere, da je 7. oktobra sporočil Piłsudskemu, da ne more izvesti operacije zaradi pomanjkanja podpore med svojimi častniki. Sčasoma se je večina častnikov in vojakov odločila, da mu bo sledila, in Żeligowski je nadaljeval z operacijo.

## Upor: 8. oktober–29. november
Sile Żeligowskega so začele delovati 8. oktobra, dva dni pred uveljavitvijo premirja po Suvalškem sporazumu. Tistega dne je Żeligowski izjavil, da bo "osvobodil Vilno izpod litovske okupacije" in "oblikoval parlament, ki bo odločal o usodi spornih ozemelj". Da bi zagotovil hiter zaključek operacije, je dobil podporo 14.000 vojakov poljske 2. in 3. armade. Njegova 1. litovsko-beloruska divizija in druge enote so premagale litovski 4. pehotni polk blizu Rūdninkajskega gozda in ponovno v spopadu blizu Jašiūnaia.  Naslednji dan so zasedle Vilno. Število žrtev je bilo, kot poročajo sodobni viri, majhno: "nekaj" na obeh straneh.
Litovske sile v regiji so bile v primerjavi s poljskimi majhne in se niso soočale samo s številčno močnejšimi rednimi silami Żeligowskega. Bile so prešibke, da bi obranile Vilno, in so se v noči med 8. in. 9. oktobrom umaknile. Med poljskim napadom na mesto je lokalno poljsko prebivalstvo podprlo poljske enote. Enote milice so uprizorile upor in se spopadle z litovskimi enotami, ki so ostale v mestu. Civilisti so pozdravili poljske enote med vstopanjem v mesto.  
Predstavniki litovske vlade pod vodstvom Ignasa Jonynasa so predali oblast nad mestom uradnikom Antante pod vodstvom francoskega polkovnika Constantina Reboula. Żeligowski njihove oblasti ni hotel priznati, zato so bili prisiljeni zapustiti mesto.
12. oktobra je Żeligowski razglasil neodvisnost zasedenega ozemlja kot Republiko Srednja Litva z Vilno kot glavnim mestom. Večina zgodovinarjev se strinja, da je bila država odvisna od Poljske, na strinjajo pa se, v kolikšni meri. Poljski zgodovinar Jerzy Jan Lerski jo je imenoval marionetna država.
Medtem se je uporu pridružila redna poljska vojska z 20 letali in 13. polk Vilenski ulanov pod poveljstvom polkovnika Butkiewicza. Poljsko vojsko je uradno zavezovala prekinitev ognja iz Suvalškega sporazuma in se ni spopadla z litovskimi enotami ob razmejitveni črti. 20. in 21. oktobra so bile bitke med poljskimi in litovskimi silami blizu vasi Pikeliškiai.

### November
7. novembra je vojska Żeligowskega začela napredovati proti Giedraičiai, Širvintosu in Kėdainiai. Litva predloga Żeligowskega o prekinitvi ognja ni upoštevala, Żeligowski pa je ignoriral predlog Vojaške nadzorne komisije Društva narodov, da se umakne linije z 20. do 21. oktobra in se začne pogajati. 17. novembra je Sovjetska Rusija ponudila vojaško pomoč Litvi, a so jo Litovci zavrnili. Poljska konjenica je prebila litovske obrambne črte in 18. novembra dosegla Kavarskas ter nadaljevala prodor proti Kaunasu, potem pa jo je glavnina litovskih sil 19. in 21. novembra ustavila in prisilila na umik na položaje blizu Giedraičiaija in Širvintosa. Łossowski je bitko opisal kot lokalni spopad manjšega pomena, četudi so Litovci razbili celoten poljski Grodenski polk. Obe strani sta bili zdaj izčrpani. S pomočjo Društva narodov je bilo 20. novembra izpogajano premirje, ki je začelo veljati 21. novembra 1920 ob 9. uri zjutraj. Do takrat sta se obe strani strinjali, da ne bosta izvajali ofenzivnih dejanj. Litovski 7. pehotni polk je v noči z 20. na 21. november, tik preden naj bi začelo veljati premirje, izvedel protinapad pri Giedraičiaiju in napadal tudi po premirju do 14. ure. V tej ofenzivi so Litovci pridobili Giedraičiai. Litovske sile so se ustavile šele po ostri zahtevi Društva narodov. Premirje je bilo končno podpisano 29. novembra 1920. 
V tem času je Michał Pius Römer, vodja gibanja Krajowcy in tesni zaveznik Piłsudskega, prekinil zavezništvo s Piłsudskim in se odločil pridružiti novi Litovski republiki, čeprav mu je Piłsudski ponudil, da ga imenuje za predsednika vlade Republike Srednja Litve.

## Posledice
Żeligowski je postal de facto vojaški diktator nove države, vendar je po volitvah prepustil svoja pooblastila novoizvoljenemu sejmu (parlamentu)  Srednje Litve. Njegove vojaške enote so postale vojska Srednje Litve. 
Leta 1922 je sejm Srednje Litve glasoval za vključitev njihove države v Poljsko. Leta 1923, kmalu potem, ko je Društvo narodov priznalo obstoječe stanje in 15. marca potrdilo poljsko-litovsko mejo, je Piłsudski 24. avgusta 1923 javno priznal, da je bil upor Żeligowskega v resnici vnaprej načrtovana operacija, izvedena z njegovo vednostjo in podporo.
Kljub temu, da je Poljska zahtevala Vilno, je Društvo narodov od Poljske zahtevalo umik, kar je Poljska zavrnila. Načeloma bi Litva za posredovanje lahko zaprosila Veliko Britanijo in Francijo, vendar Francija ni želela nasprotovati Poljski, možni zaveznici v prihodnji vojni proti Nemčiji, Velika Britanija pa ni bila pripravljena ukrepati sama. Tako je Poljakom uspelo obdržati Vilno, kjer je bila ustanovljena začasna vlada (Komisja Rządząca Litwy Środkowej, Vladna komisija Srednje Litve). Kmalu zatem so potekale parlamentarne volitve in parlament Srednje Litve je 20. februarja 1922 glasoval za vključitev Srednje Litve v Poljsko. Društvo narodov glasovanja ni priznalo. 
Konferenca veleposlanikov Društva narodov je leta 1923 sprejela status quo, vendar je Vilenska regija ostala predmet spora med Poljsko in Litvo. Slednja je Vilno še vedno obravnavala kot svojo ustavno prestolnico in glavno mesto Vilenske regije. 
Na Poljskem so upor podprle nekatere skupine, kot so krščanski demokrati in levica, kritizirali pa so ga desničarski nacionalni demokrati. Državni udar je povzročil resen razdor med Pilsudskim in Ignacyjem Janom Paderewskim, ki je igral pomembno vlogo pri ustvarjanju mednarodne podpore za neodvisnost Poljske. Po mnenju zgodovinarja Timothyja Snyderja je priključitev Vilne k Poljski premaknila litovske politike od političnega k etničnemu razumevanju naroda in dala argumente radikalnim politikom tako v Litvi kot na Poljskem.
Litva ni hotela priznati Srednje Litve. Poljsko-litovski odnosi so se začeli normalizirati šele po pogajanjih v Društvu narodov leta 1927, vendar je bila Litva šele z ultimatom iz leta 1938, ki ga je izdala Poljska, prisiljena vzpostaviti diplomatske odnose s Poljsko in tako de facto sprejeti meje s svojo sosedo. 
Poljsko-litovski konflikt je za nekaj desetletij poslabšal odnose med državama.

### Druga svetovna vojna
Septembra 1939 je vzhodne dele Poljske, vključno z Vilno, zasedla Sovjetska zveza. S podpisom sovjetsko-litovskega sporazuma o medsebojni pomoči je Vilna pripadla Litvi. Vilna je bila glavno mesto od 27. oktobra 1939 do 15. junija 1940, ko je celotno državo okupirala Sovjetska zveza. Leta 1945 je bila Vilna s poljsko-sovjetskim sporazumom o meji avgusta 1945 potrjena kot del Litve, ki je bila takrat pod sovjetsko okupacijo. 